# Bubopsis hamata
Bubopsis hamata är en insektsart som först beskrevs av Klug in Ehrenberg 1834.  Bubopsis hamata ingår i släktet Bubopsis och familjen fjärilsländor. Inga underarter finns listade i Catalogue of Life.